# Coelogyne bruneiensis
Coelogyne bruneiensis é uma espécie de orquídea epífita, família Orchidaceae, originária do Brunei, em Borneu.